# Сева Бретонская
Сева (VI век) — полулегендарная бретонская святая. День памяти — 23 июля.
Святая Сева (брет.:Sève, Sev, Sewa; галл.:Sewo; Santsegne, Sentseguot, Scevat), иначе Лёва (брет.: Loève, Loaven ) жила в VI веке.
Она была дочерью Хоэля I, короля Думнонии и святой Помпеи (Pompée), иначе Купайи (Koupaia), сестрой святого Тудвала, епископа, одного из семи крестителей Бретани  (Le Tro Breiz), сестрой святого Люнэра (Léonor) и Хоэля II (Hoël II).
Альберт Великий из Морле (1637) сообщал, что брат святой Севы святой Тудвал сотоварищи прошёл по Арморике, получив по своим проповедям многие земли под монастыри. Один из них, доныне не сохранившийся, в Морле, что неподалёку от нонешнего селения Сант-Сев, был основан им для святой Севы около 530 года.
Святая Сева почитается покровительницей селений Сант-Сев и Лангоат. В её честь назван остров Лоавен (île Loaven), где она успокаивается в часовне святой Элибуганы ( sainte Elibouhan).